# Èumenes III de Pèrgam
Aristonic de Pèrgam (grec antic: Ἀριστόνικος, llatí: Aristonicus) fou fill natural d'Èumenes II de Pèrgam. Aquest rei va tenir com a successor a Àtal III, que va morir el 133 aC i com que no va tenir successió va deixar el regne a Roma. Aristanic va reclamar l'herència, però la major part de les ciutats no el van reconèixer per temor als romans. Aristonic va reunir forces i va obligar les ciutats a posar-se al seu costat, i es va proclamar rei amb el nom d'Èumenes III de Pèrgam o Èumenes III Aristonic.
El 131 aC el cònsol Publi Licini Cras va ser enviat pel senat romà a Àsia i va iniciar la guerra contra ell, però estava més ocupat pel botí que per capturar el seu enemic, i Aristònic el va sorprendre en una batalla i el va derrotar completament.
El 130 aC el cònsol Perpenna, successor de Cras, va actuar amb més energia, i va derrotar Aristonic i el va fer presoner. Per la mort de Perpenna, la conquesta del regne la va completar Mani Aquil·li el 129 aC. Aristònic va ser portat a Roma i va ser exhibit en el triomf d'Aquil·li i després decapitat.